# Islám v Lotyšsku
Islám v Lotyšsku představuje velmi minoritní náboženství.
Jedná se především o Tatary a Turky, kteří v zemi dnes žijí. Většina z nich se zde však ocitla proti své vůli; mnozí muslimové v zemi jsou potomci válečných zajatců z rusko-tureckých válek v 19. století. Majoritní Lotyši jim většinou říkají Jižané.

## 20. století
V roce 1902 vznikla oficiálně muslimská obec, která byla uznána vládou. V zemi spravovala oficiálně jednu modlitebnu. Mnoho místních muslimů však časem vstoupilo do Ruské armády; po ukončení svých služeb již zůstali v Moskvě. V roce 1917 však byli zbylí lotyšští muslimové oficiálně z bezpečnostních důvodů – vzhledem k tomu, že země byla ve válce s Osmanskou říší a oni byli právě tureckého původu – zatčeni a odvezeni opět do Moskvy. Po skončení občanské války se mnoho z nich do svého předchozího domova v Lotyšsku vrátilo; jednalo se ale stále o lidi mnoha národností. Zdejší muslimská komunita pak existovala až do druhé světové války.
V Sovětských časech, které začaly v Pobaltí v roce 1940, prožíval islám – stejně jako pravoslavné křesťanství i jiná náboženství – období, kdy byl z oficiálních míst potlačován. Po roce 1991 a po ustanovení skutečné náboženské svobody mohli zdejší muslimští představitelé plně rozvinout své aktivity; plánují například výstavbu první místní mešity. O zdejší malou komunitu, která dnes čítá zhruba jen 5 000 členů (10 % z nich však je nábožensky aktivních) však projevují zájem zahraniční muslimské státy a organizace.